# Gnomonia radicicola
Gnomonia radicicola är en svampart som beskrevs av Noordel., Kesteren & Veenb.-Rijks 1989. Gnomonia radicicola ingår i släktet Gnomonia och familjen Gnomoniaceae.   Inga underarter finns listade i Catalogue of Life.